# Музтау
Музтау (каз. Мұзтау; також відома як: Сауыр жотасы, Саур Жотаси; кит. спр. 木斯岛山, піньїнь: Mùsīdǎo Shān) — гора, найвища точка Саурського хребта та всієї гірської системи Саур-Тарбагатай, що входить до складу Тянь-Шаню, на кордоні між Казахстаном (Східноказахстанська область) та Китаєм (Сіньцзян-Уйгурський АР, Ілі-Казахська АО).

## Географія
Вершина лежить за 100 км на південний схід від озера Зайсан. Незважаючи на свою відносно низьку висоту, вона добре відокремлена від вищих хребтів цієї території (система Саур-Тарбагатай відокремлена від Алтайських гір долиною річки Іртиш, а від Джунгарського Алатау — ущелиною Джунгарські ворота); тому гора високо оцінюється за критеріями відносної висоти вершини (англ. Topographic prominence).
Абсолютна висота вершини 3840 метрів над рівнем моря. Відносна висота — 3252 м. За цим показником гора відноситься до ультра-піків і є 68-ю вершиною серед 125-ти найвищих ультра-піків світу, 6-ю в Центральної Азії та 3-ю гірської системиТянь-Шань. Найнижче ключове сідло вершини, по якому вимірюється її відносна висота, має висоту 588 м над рівнем моря і розташоване за 171,4 км на схід-південний схід (46°29′8″ пн. ш. 87°39′39″ сх. д. / 46.48556° пн. ш. 87.66083° сх. д.). Топографічна ізоляція вершини відносно найближчої вищої батьківської гори Хуйтен-Оргіл (монг. Хүйтэн оргил), яка розташована на північному сході в гірському масиві Таван-Богдо-Ула, становить 287 км.

## Підкорення
Було задокументовано два сходження на сусідні Допоміжні вершини масиву Саур Жотаси, які були здійснені у 2017 та 2018 роках американським альпіністом Едом Ганнамом та його командою, проте офіційних сходжень на Головну вершину зареєстровано не було.

## Відео
- Аерофотознімання: Sauyr Zhotasy (木斯岛山)  на YouTube